# 6e régiment de tirailleurs algériens

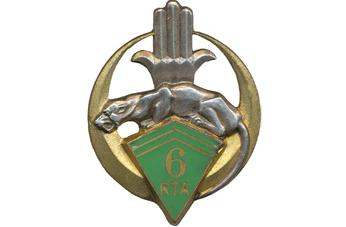
Verbandsabzeichen des 6e RTA

Das 6e régiment de tirailleurs algériens – 6e RTA (deutsch 6. Algerisches Schützenregiment) war ein Infanterieregiment der französischen Heeres. Es existierte von 1913 bis zur Unabhängigkeit Algeriens 1962.
Die Einheit wurde 1913 aus Teilen des 2e régiment de tirailleurs algériens aufgestellt und in Tlemcen stationiert. Das Regiment nahm an Gefechten im Ersten Weltkrieg in Frankreich und Belgien teil. und war an der französischen Intervention im Rifkrieg beteiligt. Teile wurden auch in der Levante stationiert. Während des Zweiten Weltkriegs kämpfte das Regiment bis zur Niederlage im Westfeldzug in Frankreich und danach während des Afrikafeldzugs in Tunesien. Ebenso kämpfte die Einheit im Indochinakrieg. Das Regiment wurde 1962 nach der algerischen Unabhängigkeit aufgelöst.